# Яблонский, Эдуард Янович
Эдуард Янович Яблонский (род. 1929 год) — советский латвийский хозяйственный и государственный деятель. Министр лёгкой промышленности Латвийской ССР. Депутат Верховного Совета Латвийской ССР 8 — 9 созывов.
С 1949 года — бухгалтер-счетовод. В 1950—1953 годах проходил срочную службу в Советской Армии. Окончил Латвийский государственный университет имени П. Стучки.
Работал помощником мастера, председателем фабричного заводского комитета, заместителем директора комбината «Ригас аудумс». В 1956 году вступил в КПСС. В последующие годы: директор комбината «Сауле», фабрики «Юглас мануфактура», комбината «Ригас аудумс» (1959—1969). С 1969 года — директор Огрского трикотажного комбината имени 50-летия Ленинского комсомола.
С 1972 года — министр лёгкой промышленности Латвийской ССР.
Избирался кандидатом в члены ЦК КП Латвии, депутатом Верховного Совета Латвийской ССР 8 — 9 созывов.